# 清龍酒造
清龍酒造（せいりゅうしゅぞう）は、埼玉県蓮田市の酒類製造・販売業者。代表銘柄は『清龍』である。問屋・酒販店を介することなく、消費者に直接販売する蔵元。また、東京都内に酒蔵直営の居酒屋を店舗展開している。

## 沿革
- 慶応元年（1865年）創業。

## 銘柄

### 日本酒
- 清龍
  - 佳撰 : アルコール度15.5度、日本酒度0。
  - 金印 : 酒母造りに酒造好適米「山田錦」を全量使用した酒。アルコール度15.5度、日本酒度0。
  - 綾瀬鶴精撰 : アルコール度15.5度、日本酒度0。
  - 原酒 : アルコール度19.5度、日本酒度-1。
- 伝
  - 純米吟醸 生もと造り : 天然醸造、長期熟成で作られている。アルコール度17度、日本酒度+1。
  - 純米大辛口 : アルコール度17度、日本酒度+10。
  - 純米辛口 : アルコール度15.5度、日本酒度+7。

### 焼酎
- 伊勢屋清太郎
  - 長期熟成 米焼酎 : 5年以上貯蔵した米焼酎。アルコール度25度。
  - 本格米焼酎（濃醇タイプ） : アルコール度25度。
  - 本格米焼酎（淡麗タイプ） : アルコール度25度。